# Williams (Arizona)
Williams é uma cidade localizada no estado americano do Arizona, no condado de Coconino. Foi incorporada em 1901.

## Geografia
De acordo com o United States Census Bureau, a cidade tem uma área de 113,4 km², onde 112,5 km² estão cobertos por terra e 0,9 km² por água.

### Localidades na vizinhança
O diagrama seguinte representa as localidades num raio de 56 km ao redor de Williams.

## Demografia
Segundo o censo nacional de 2010, a sua população é de 83 089 habitantes e sua densidade populacional é de 26,9 hab/km². Possui 1 426 residências, que resulta em uma densidade de 12,7 residências/km².